# Morgan Rielly
Morgan Rielly (* 9. března 1994, West Vancouver, Britská Kolumbie) je kanadský hokejový obránce hrající v severoamerické National Hockey League (NHL) za tým Toronto Maple Leafs, který ho v roce 2012 draftoval z 5. pozice.

## Hráčská kariéra

### Amatérská kariéra
Riellyho si v roce 2009 vybral na draftu Western Hockey League (WHL) tým Moose Jaw Warriors. Před vstupem do této ligy hrál v amatérské juniorské hokejová lize Minor, kde nastupoval za mužstvo Notre Dame Hounds. V jeho poslední sezóně za Notre Dame byl Rielly nejlepší skórujícím obráncem v Saskatchewan Midget AAA Hockey League (SMAAAHL), když zaznamenal 55 bodů ve 43 utkáních a pomohl týmu k zisku zlatých medailí z kanadského šampionátu soutěží Midget v roce 2010. Rielly se připojil do WHL k týmu Warriors v sezóně 2010/11, ve které si v konečném účtování připsal v 65 zápasech 28 bodů. Před začátkem nové sezóny 2011/12 byl vysoce hodnocen pro blížící se draft NHL v roce 2012. Jenže utrpěl vážné zranění kolena, když si v něm roztrhl předního zkřížený vaz a zmeškal tak většinu sezóny. Zpátky na led se vrátil v průběhu play-off proti Edmontonu Oil Kings. Navzdory zranění ho po konci sezóny Centrální úřad skautingu NHL označil ve vyhlídkách pro draft na pátém místě mezi severoamerickými bruslaři.
Dne 22. června 2012 byl vybrán jako pátý celkově týmem Toronto Maple Leafs, se kterým ještě před výlukou v sezóně 2012/13 podepsal tříletý nováčkovský kontrakt. Část sezóny strávil v AHL, kde působil ve farmářském týmu Maple Leafs Toronto Maple Leafs, ale nakonec byl vrácen dokončit sezónu ve WHL.

### Profesionální kariéra
Před začátkem sezóny 2013/14 se po tréninkovém kempu udržel v hlavním týmu. Svůj první zápas v NHL odehrál 5. října 2013 proti Ottawa Senators. Dne 15. října 2013 vstřelil první branku v této soutěži, když v zápase proti Pittsburghu Penguins překonal Marca-André Fleuryho. Dne 10. února 2015 vstřelil poprvé v této soutěži dvě branky, když překonal Cama Talbota z New York Rangers.
Po celé období 2015/16 slyšel Rielly hodně chvály od hlavního trenéra Mikea Babcocka, stejně jako od třech dalších lidí z vedení týmu. Kromě toho, že mu narostl čas na ledě, se rovněž často objevoval v přední pozici obranné dvojice. V této sezóně si vylepšil své statistiky, když si vytvořil kariérní maxima ve více kategoriích, v počtu branek (9), v počtu asistencí (27) a bodů (36). Dne 13. dubna 2016 podepsal s vedením mužstva smlouvu na šest let, za které si přijde celkově na 30 milionů dolarů, s průměrnou hodnotu $5 milionů za sezónu.

## Soukromý život
Když vyrůstal byl fanouškem Vancouveru Canucks a jeho oblíbeným hráčem byl Kris Letang. Jeho přítelkyní je kanadská krasobruslařka Tessa Virtueová.

## Klubové statistiky
| Sezona      | Klub                | Soutěž      | Základní část | Základní část | Základní část | Základní část | Základní část | Play off | Play off | Play off | Play off | Play off |
| Sezona      | Klub                | Soutěž      | Z             | G             | A             | B             | TM            | Z        | G        | A        | B        | TM       |
| ----------- | ------------------- | ----------- | ------------- | ------------- | ------------- | ------------- | ------------- | -------- | -------- | -------- | -------- | -------- |
| 2008/09     | Notre Dame Hounds   | SMAAAHL     | 4             | 0             | 2             | 2             | 4             | —        | —        | —        | —        | —        |
| 2009/10     | Notre Dame Hounds   | SMAAAHL     | 43            | 18            | 37            | 55            | 20            | 13       | 7        | 2        | 11       | 0        |
| 2010/11     | Moose Jaw Warriors  | WHL         | 65            | 6             | 22            | 28            | 21            | 6        | 0        | 6        | 6        | 0        |
| 2011/12     | Moose Jaw Warriors  | WHL         | 18            | 3             | 15            | 18            | 2             | 5        | 0        | 3        | 3        | 0        |
| 2012/13     | Moose Jaw Warriors  | WHL         | 60            | 12            | 42            | 54            | 19            | —        | —        | —        | —        | —        |
| 2012/13     | Toronto Marlies     | AHL         | 14            | 1             | 2             | 3             | 0             | 8        | 1        | 0        | 1        | 0        |
| 2013/14     | Toronto Maple Leafs | NHL         | 73            | 2             | 25            | 27            | 12            | —        | —        | —        | —        | —        |
| 2014/15     | Toronto Maple Leafs | NHL         | 81            | 8             | 21            | 29            | 14            | —        | —        | —        | —        | —        |
| 2015/16     | Toronto Maple Leafs | NHL         | 82            | 9             | 27            | 36            | 28            | —        | —        | —        | —        | —        |
| 2016/17     | Toronto Maple Leafs | NHL         | 76            | 6             | 21            | 27            | 21            | 6        | 1        | 4        | 5        | 2        |
| 2017/18     | Toronto Maple Leafs | NHL         | 76            | 6             | 46            | 52            | 14            | 7        | 0        | 5        | 5        | 4        |
| 2018/19     | Toronto Maple Leafs | NHL         | 82            | 20            | 52            | 72            | 14            | 7        | 1        | 4        | 5        | 0        |
| 2019/20     | Toronto Maple Leafs | NHL         | 47            | 3             | 24            | 27            | 24            | 5        | 1        | 0        | 1        | 2        |
| 2020/21     | Toronto Maple Leafs | NHL         | 55            | 5             | 30            | 35            | 14            | 7        | 1        | 2        | 3        | 0        |
| 2021/22     | Toronto Maple Leafs | NHL         | 82            | 10            | 58            | 68            | 40            | 7        | 3        | 3        | 6        | 17       |
| 2022/23     | Toronto Maple Leafs | NHL         | 65            | 4             | 37            | 41            | 21            | 11       | 4        | 8        | 12       | 6        |
| 2023/24     | Toronto Maple Leafs | NHL         | 72            | 7             | 51            | 58            | 27            | 7        | 0        | 3        | 3        | 2        |
| NHL celkově | NHL celkově         | NHL celkově | 791           | 80            | 392           | 472           | 229           | 57       | 11       | 29       | 40       | 31       |

### Reprezentační statistiky
| 2011            | Kanada Pacifik        | SP do 17 let    | 6  | 2 | 3 | 5  | 4 | Bronzová medaile |
| 2011            | Kanada 18             | MS18            | 7  | 2 | 1 | 3  | 0 | 4. místo         |
| 2012            | Kanada 18             | IH-18           | 5  | 1 | 3 | 4  | 2 | Zlatá medaile    |
| 2013            | Kanada 20             | MSJ             | 6  | 1 | 2 | 3  | 0 | 4. místo         |
| 2014            | Kanada                | MS              | 8  | 1 | 2 | 3  | 0 | 5. místo         |
| 2016            | Kanada                | MS              | 10 | 1 | 2 | 3  | 2 | Zlatá medaile    |
| 2016            | Výběr Severní Ameriky | SP              | 3  | 1 | 1 | 2  | 0 | 5. místo         |
| Junioři celkově | Junioři celkově       | Junioři celkově | 24 | 6 | 9 | 15 | 6 |                  |
| Senioři celkově | Senioři celkově       | Senioři celkově | 21 | 3 | 5 | 8  | 2 |                  |

#### Profily
- Obrázky, zvuky či videa k tématu Morgan Rielly na Wikimedia Commons
- Morgan Rielly – statistiky na Hockeydb.com (anglicky)
- Morgan Rielly – statistiky na Elite Prospects (anglicky)
- Morgan Rielly – statistiky na NHL.com

| Předchůdce            | Morgan Rielly                                   | Nástupce                   |
| Stuart Percy (Kanada) | Výběr v prvních kolech Toronto Maple Leafs 2012 | Frédérik Gauthier (Kanada) |